# André de Resende
Pour les articles homonymes, voir Resende.
André de Resende, en latin Andreas Resendius,  est un religieux et humaniste portugais du XVIe siècle, professeur de lettres, orateur, poète, et le premier archéologue de son pays, né à Évora vers 1500, mort dans la même ville le 9 décembre 1573.

## Biographie
Il naquit d'une famille roturière et de médiocre fortune. Il perdit son père à l'âge de deux ans ; sa mère mourut en 1527. À huit ans, il fut élève du fameux grammairien d'Évora Estêvão Cavaleiro. Sans doute vers l'âge de dix ans, il entra au couvent dominicain de sa ville natale, où il fit sa profession. À treize ans, sa mère se soucia de l'envoyer étudier en Espagne, à l'Université d'Alcalá de Henares, où il suivit les cours d'Antonio de Nebrija. Il rentra au Portugal en 1517, et repartit ensuite, sans doute en 1521, pour l'Université de Salamanque, où il fut auditeur de son compatriote Arias Barbosa (qui fut le premier professeur de grec de la célèbre université).
Il partit pour la France vers 1525. Il affirme dans l'une de ses lettres avoir vécu deux ans à Marseille et avoir reçu les ordres du sous-diaconat, puis du diaconat, près d'Aix-en-Provence. Il dit aussi qu'au moment de la mort de sa mère (1527), il se trouvait à Paris. C'est là qu'il rencontra le Flamand Nicolas Clénard, qui y enseignait alors le grec. En septembre 1529, il se trouvait à Louvain.
Son séjour dans la fameuse université brabançonne fut déterminant. Il s'y lia notamment avec l'humaniste allemand Conrad Goclenius, ami d'Érasme, qui enseignait les lettres latines au Collegium Trilingue, et avec le Flamand Rutgerus Rescius, qui y enseignait les lettres grecques. À la demande de Goclenius, Il mit en latin une longue lettre envoyée en octobre 1530 au roi de Portugal par le capitaine Nuno da Cunha depuis la ville de Cannanore (Epitome rerum gestarum in India a Lusitanis, anno superiori, juxta exemplum epistolæ quam Nonius Cugna dux Indiæ Maximæ designatus ad regem misit ex urbe Cananorio IIII Idus Octobris anno MDXXX, Louvain, chez Servatius Zaffenus, juillet 1531).
Il cultiva également la poésie latine avec trois frères habitants de Malines qui devinrent ses amis : Jean Second et ses frères aînés Nicolas (« Nicolaus Grudius ») et Adrien (« Hadrianus Marius »), de leur nom de famille Everaerts. Il retrouva aussi Nicolas Clénard et fit la connaissance du Brugeois Johannes Vasæus ; pendant l'été 1531, Fernand Colomb, le fils de Christophe Colomb, séjourna à Louvain, ayant le dessein de fonder une Bibliotheca Colombina à Séville, et Clénard et Vasæus acceptèrent de l'accompagner.
Mais la grande personnalité qui remplissait alors tous les esprits, notamment à Louvain, était Érasme, installé alors prudemment, depuis 1521, à Bâle (puis à Fribourg-en-Brisgau), car il suscitait à la fois des adhésions enthousiastes (comme inspirateur du Collegium Trilingue) et des rejets violents (particulièrement dans la faculté de théologie, et au sein de l'ordre dominicain auquel appartenait le jeune Portugais). Celui-ci, comme ses amis humanistes, professait la plus grande admiration pour l'illustre exilé : il composa un poème latin intitulé Encomium urbis et academiæ Lovaniensis, qui contenait un passage célébrant Érasme et fut publié en 1530 dans le même volume que le De nostrorum temporum calamitatibus de Jan Dantyszek (Anvers, chez Johannes Grapheus) ; et ensuite un autre poème entièrement dédié au grand homme, l' Erasmi Encomium. Dans ce dernier texte, il se livrait à une violente attaque contre un ennemi d'Érasme, dont il taisait le nom « par prudence », mais qui était aisément reconnaissable : le dominicain Eustache van Zichem, alors doyen de la faculté de théologie de Louvain, qui avait publié en décembre 1530 une réfutation de la cinquième règle de l'Enchiridion militis christiani du grand humaniste (Apologia pro pietate in Erasmi Roterodami Enchiridii canonem quintum). Le poème fut communiqué à Érasme par l'entremise de Conrad Goclenius, et le grand écrivain, ignorant apparemment que Resende était lui-même dominicain, le fit imprimer en septembre 1531 par Jérôme Froben en indiquant en toutes lettres le nom de l'auteur (« Carmen eruditum et elegans Angeli Andreæ Resendii Lusitani, adversus stolidos politioris litteraturæ oblatratores »). La réaction ne se fit pas attendre : dès novembre 1531, Resende avait dû quitter Louvain (et le couvent dominicain où il résidait sûrement) et s'était réfugié à Bruxelles. Il semble avoir conçu de l'amertume de cet épisode, et Érasme paraît en avoir été contrit.
À Bruxelles, il fut reçu dans la maison de l'ambassadeur portugais Pedro de Mascarenhas, un soldat et navigateur devenu diplomate et qui avait souci d'acquérir une culture humaniste pour remplir honorablement ses fonctions. Fin décembre 1531, l'ambassadeur donna des fêtes somptueuses en présence de l'empereur Charles Quint et de sa sœur Marie, régente des Pays-Bas espagnols, pour célébrer la naissance au Portugal de l'infant Manuel, fils du roi Jean III ; Resende donne une description détaillée de ces festivités dans son poème Genethliacon (publié à Bologne en 1533).
Le 17 janvier 1532, l'ambassadeur portugais et son nouveau professeur d'humanités quittèrent Bruxelles dans la suite de l'empereur, qui se rendit d'abord à Cologne, puis à Bonn, Andernach, Coblence, Mayence, Spire, avant d'arriver le 29 février à Ratisbonne où l'on demeura six mois. Des pourparlers y eurent lieu avec les protestants. On repartit le 2 septembre pour arriver à Vienne le 23. Après un bref séjour dans cette ville, on se dirigea vers l'Italie et on arriva à Bologne le 13 décembre. Resende, qui y resta jusqu'au 24 février 1533, y fit imprimer son Genethliacon, dédié au roi Jean III, et une Epistola de vita aulica (poème satirique en 327 vers), dédiée à son ami Sperato Martinho Ferreira. À Cologne, il avait également composé un poème sur la légende des onze mille vierges (Translatio sacrarum virginum et martyrum Christi, Responsæ et sociæ ejus), imprimé à Venise en novembre 1532.
En février 1533, Pedro de Mascarenhas fut relevé de ses fonctions, et tous deux rentrèrent au Portugal, où Resende, après une absence de plusieurs années, devait désormais demeurer. Il fut chargé de l'instruction des princes de la cour, installée alors à Évora, et notamment des jeunes frères du roi Jean III, le cardinal-infant Alphonse (qui avait déjà été l'élève d'Arias Barbosa) et le plus jeune Édouard (« Dom Duarte »). En novembre, il fut chargé de se rendre à Salamanque, où se trouvait alors son ami Nicolas Clénard, et de le faire venir au Portugal pour l'instruction de l'infant Henri ; mais le Flamand ne s'entendit guère avec son élève, qu'il quitta finalement en novembre 1538 avec le dessein de se rendre en Afrique du Nord pour apprendre l'arabe et combattre l'islam par la prédication. Avant son départ, en juin 1538, Clénard convainquit le prince Henri de faire venir au Portugal son compatriote et ami Johannes Vasæus, qui enseignait alors aussi à Salamanque ; Vasæus résida ensuite à Évora, où le prince Henri, devenu archevêque de la ville, avait fondé un collège, de 1541 à 1550, et Resende et lui nouèrent d'étroites relations.
Le 17 mai 1534, Resende fut chargé par l'évêque d'Évora du sermon d'ouverture du synode diocésain qu'il avait convoqué. Le 1er octobre suivant, il fut invité par l'Université de Lisbonne à prononcer l'Oração da Sapiência (ou Oratio pro rostris) marquant le début de l'année académique, une charge normalement dévolue à un professeur de théologie de l'université ; dans ce texte souvent cité, il développe un projet d'enseignement humaniste fondé sur la conciliation entre le christianisme et la culture antique.
Pour pouvoir mieux remplir ses fonctions officielles au palais, il obtint de son ordre une dispense de vie conventuelle et de vœu de pauvreté, et acheta une propriété nommée Quinta do Arcediago à deux milles d'Évora. Mais en 1539, il fut contraint d'abandonner formellement l'ordre dominicain pour devenir prêtre séculier.
En 1540 moururent les deux princes dont il était proche : le cardinal-infant Alphonse (décédé le 21 avril) et le prince Édouard (décédé le 25 septembre). Il souffrit particulièrement de la mort du premier, son protecteur et son ami. Dans les années suivantes, le prince Henri, nommé premier archevêque d'Évora en 1540, lui confia l'établissement d'un nouveau bréviaire diocésain, un ouvrage de grande ampleur (Breviarium Eborense, Lisbonne, 1548).
Au début des années 1550, il enseigna à l'Université de Coïmbre : le 28 juin 1551, anniversaire de la fondation du Colégio Real das Artes e Humanidades, il y prononça une nouvelle Oraçāo da Sapiência, en fait un panégyrique du roi Jean III. Mais il tint surtout école à Évora, jusqu'à, en tout cas, la fondation d'une université confiée aux jésuites dans cette ville en 1559, les écoles particulières étant alors en principe interdites.
Il est resté fameux pour son activité d'archéologue, et particulièrement d'épigraphiste, qu'il déploya tant au Portugal qu'en Espagne, récoltant notamment les inscriptions sur pierre des époques romaine ou médiévale. En 1553, il publia en portugais une História de antiguidade da cidade de Évora, et après sa mort parut son grand ouvrage historiographique en latin, De Antiquitatibus Lusitaniæ (Évora, 1593). Cependant, ses travaux furent controversés déjà de son vivant (entre autres par le cardinal Miguel da Silva), et il a été clairement démontré depuis qu'il n'avait pas hésité à produire des faux, apparemment par un patriotisme mal inspiré, en faveur des prétentions du Portugal ou de sa ville natale Évora.
Vers l'âge de 60 ans, il eut un fils naturel, Barnabé, qu'il reconnut sans donner le nom de la mère le 7 octobre 1567. Ce Barnabé se maria le 17 avril 1575 et mourut le 18 octobre 1596, laissant lui-même un fils, Antonio.
André de Resende fut inhumé dans le couvent des dominicains d'Évora, privilège qu'il avait conservé. En 1839, ses ossements furent transférés dans la cathédrale de la ville.

## Œuvre
La bibliographie d'André de Resende comprend plus de cent cinquante titres, des textes en prose ou en vers aussi bien en portugais qu'en latin. Par ses liens avec le monde intellectuel européen, sa vaste érudition, la diversité de ses productions et de ses curiosités, et la qualité de son expression latine, il est considéré comme l'un des principaux représentants de l'humanisme au Portugal.

### En latin
L'œuvre latine comprend de très nombreux poèmes, des discours et des lettres. On peut citer notamment :
- Encomium urbis et academiæ Lovaniensis ;
- Erasmi Encomium ;
- In Erasmomastygas Iambi ;
- Genethliacon Principis Lusitani ut in Gallia Belgica celebratum est ;
- Epistola de vita aulica ad Speratum Martianum Ferrariam Lusitanum (scripta Bruxellis calendis Novembribus 1531) ;
- Epistola de vita aulica ad Damianum Goium (scripta Eboræ ad VI calend. Novemb. 1535) ;
- Oratio habita coram sacra synodo Eborensi anno 1534 ;
- Oratio pro rostris pronuntiata in Olisiponensi Academia calendis Octobribus 1534 ;
- Oratio habita Conimbricæ in Gymnasio Regio anniversario dedicationis ejus die quarto calendas Julii 1551 ;
- Oratio de synodis in synodo Eborensi habita anno 1565 ;
- Vita Beati Ægidii Scallabitani Ordinis Prædicatorum[9] (dialogue en quatre livres entre l'auteur et deux autres personnages, Inácio de Morais et Luís Pires, sur le bienheureux Gilles de Santarém, un dominicain du XIIIe siècle, renouvellement du genre de l'hagiographie ; une édition à Paris en 1586) ;
- Vita Vincentii levitæ et martyris (Lisbonne, 1545) ;
- Historia sancti Rudesindi episcopi ;
- Urbis Olisiponis descriptio (Évora, 1554) ;
- In obitum D. Johannis III Lusitaniæ regis conquestio ;
- Sanctæ Elisabeth Portugalliæ quondam reginæ officium ;
- Ad Philippum Maximum Hispaniarum Regem ad maturandam adversus rebellis Mauros expeditionem cohortatio (1570) ;
- De verborum conjugatione commentarius (traité de grammaire) ;
- De Antiquitatibus Lusitaniæ libri IV a Lucio Andrea Resendio olim inchoati & a Jacobo Menœtio Vasconcello recogniti atque absoluti. Accessit liber quintus de antiquitate municipii Eborensis (Évora, 1593) ;

### En portugais
- Vida do Infante D. Duarte (1567) ;
- A santa vida e religiosa conversaçāo de Frei Pedro, porteiro do convento de S. Domingos de Évora (1570) ;
- História da antiguidade da cidade de Évora ;
- Fala que Mestre André de Resende fez à Princesa D. Joana nossa Senhora quando logo veio a estes Reinos na entrada da cidade de Évora (discours tenu à la princesse Jeanne d'Espagne à son arrivée à Évora en 1552) ;
- Fala que Mestre André de Resende fez a El-Rei D. Sebastião a primeira vez que entrou em Évora (discours tenu au roi Sébastien Ier, fils de la précédente, à sa première entrée à Évora le 5 novembre 1569).

## Éditions récentes
- José Pereira Tavares (éd.), Obras portuguesas de André de Resende, Lisbonne, Sá da Costa, 1963.
- Virginia Soares Pereira (éd.), André de Resende. Ægidius Scallabitanus. Um diálogo sobre Fr. Gil de Santarém (édition critique et traduction en portugais), Lisbonne, Fondation Calouste Gulbenkian, 2000.